# Anisobas kankoensis
Anisobas kankoensis är en stekelart som först beskrevs av Tohru Uchida 1932.  Anisobas kankoensis ingår i släktet Anisobas och familjen brokparasitsteklar. Utöver nominatformen finns också underarten A. k. pratimontis.